# Mohd Aidil Zafuan Abdul Radzak
Mohd Aidil Zafuan Abdul Radzak, né le 3 août 1987 à Seremban en Malaisie, est un footballeur international malaisien. Il évolue au poste de défenseur.

## Biographie

### Carrière en équipe nationale
Mohd Aidil Zafuan est convoqué pour la première fois par le sélectionneur national Norizan Bakar pour un match amical face au Cambodge le 18 juin 2007, durant lequel il signe son premier but.
Il participe à la Coupe d'Asie 2007 avec la Malaisie.

## Palmarès

### En club
- Negeri Sembilan FA :
  - Champion de Malaisie en 2006.
  - Vainqueur de la Coupe de Malaisie en 2009 et 2011.
  - Vainqueur de la Coupe de la Fédération de Malaisie en 2010.

- ATM FA :
  - Champion de Malaisie de D2 en 2012.

### En sélection nationale
- Vainqueur des Jeux d'Asie du Sud-Est en 2009.

## Statistiques

### Buts en sélection
Le tableau suivant liste les résultats de tous les buts inscrits par Mohd Aidil Zafuan avec l'équipe de Malaisie.